# Fusto (botanica)
Il fusto, detto anche tronco, è la struttura portante delle piante. È un organo caratterizzato dall'alternanza di sistemi di nodi, i punti a livello dei quali si inseriscono le foglie, e internodi, i segmenti di fusto compresi tra due nodi consecutivi. Il fusto collega radici e foglie mediante i tessuti conduttori che hanno la funzione di trasportare acqua e sali minerali dalle radici alle foglie, nonché la linfa da queste a tutto il cormo.
Nel fusto esistono diversi tipi di tessuti: epidermide, parenchimi, tessuti di sostegno, tessuti conduttori. Il fusto può essere suddiviso in diverse zone corrispondenti ad aree diverse della pianta e a tempi differenti di crescita dell'organo:
- zona apicale
- zona di distensione e differenziamento
- struttura primaria
- struttura secondaria

## L'apice vegetativo
È la zona in cui si trovano i tessuti meristematici.
Nelle Pteridofite l'apice è costituito da una sola cellula meristematica di forma piramidale, che si divide per piani paralleli a tutte le facce, determinando l'aumento delle cellule dello strato più esterno ed anche l'aumento del numero degli strati. Le bozze fogliari si formano a breve distanza dall'apice.
Nelle Spermatophyte (Gimnosperme e Angiosperme) l'apice è formato da un elevato numero di cellule che occupano nell'insieme i 100÷200 micron terminali del fusto. In esso si trovano cellule iniziali che resteranno sempre meristematiche e cellule derivate che nell'apice sono ancora capaci di dividersi, ma sono destinate alla differenziazione man mano che sono spinte lontano dall'apice dalla formazione di nuove cellule.
Il meristema apicale in genere ha una forma a cupola, ed è formato da cellule che si dividono in modo ordinato. Sono stati proposti vari modelli per interpretare la struttura dell'apice vegetativo nelle piante superiori:
- Tunica corpus

L'apice è costituito da una tunica, un mantello meristematico dato da una (fino a tre) file di cellule, le quali si dividono anticlinalmente accrescendo la superficie esterna e dando origine ai tessuti tegumentali esterni. Non aumenta il numero degli strati. Ha la funzione di assecondare la crescita volumetrica del corpus. Da questa derivano anche gli abbozzi fogliari che circondano e proteggono l'apice, con forme diverse a seconda della specie. All'ascella delle foglioline si formano i primordi dei rami, organizzati in modo identico alla gemma apicale, che sviluppandosi daranno origine ai rami laterali (origine esogena).
Al di sotto, troviamo il corpus, costituito da un gruppo di cellule meristematiche che si dividono sia anticlinalmente che periclinalmente. Questo corpus può essere sormontato da un meristema d'attesa che, similmente al centro quiescente di radice, presenta un'attività meristematica ridotta e costituisce una riserva di cellule meristematiche nel caso di danneggiamento dell'apice.
- Pro-meristemi

Nell'apice vegetativo sono presenti tre differenti strati di cellule meristematiche: il protoderma che darà origine all'epidermide, il meristema fondamentale che costituirà i tessuti parenchimatici ed il procambio che si differenzierà nei tessuti di conduzione. In particolare il meristema fondamentale può essere distinto in protocorteccia e protomidollo.

## Zona di differenziamento o di distensione.
In quest'area, posta sotto all'apice, le cellule iniziano a differenziarsi:
- aumenta la vacuolizzazione, considerata indice di maturazione delle cellule
- aumentano di dimensione per distensione
- finita la distensione, la cellula perde la capacità di dividersi: potrà solo completare la sua trasformazione nel tipo di cellula adulta che le sarà proprio in base alla sua posizione nell'organismo vegetale
- in questa zona permangono solo alcune cellule con capacità di dividersi: formano i cordoni procambiali, ciascuno dei quali originerà un fascio cribrovascolare, formato da libro e legno primari.

## Dalla struttura primaria alla secondaria

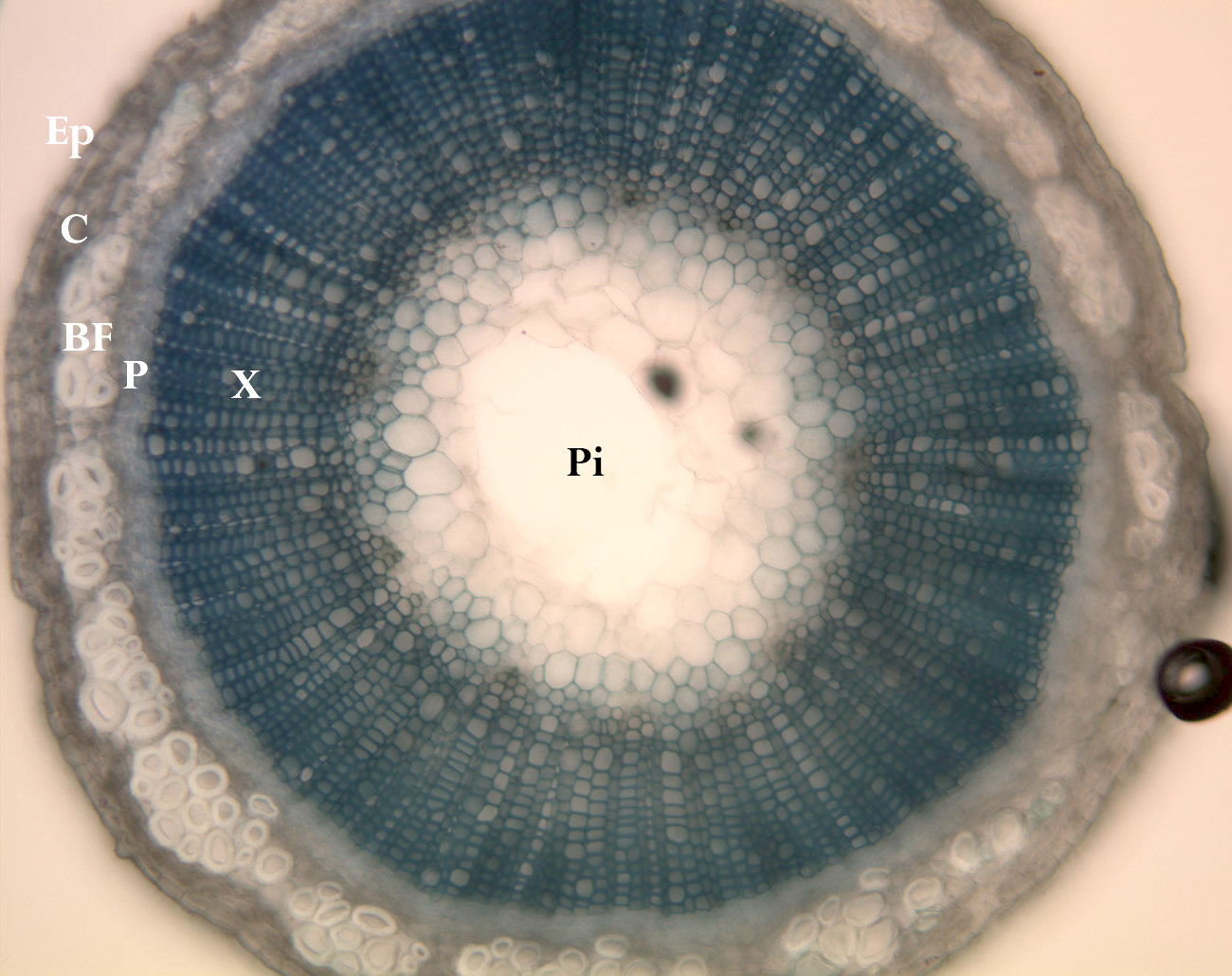
Sezione di fusto di Lino. Ep = epidermide; C = cortex; BF = fibre sclerenchimatiche; P = floema; X = xilema; Pi = midollo centrale.

1. Le cellule indifferenziate all'interno del fascio (procambio) cominciano a proliferare;
2. alcune cellule dei raggi parenchimatici cominciano a dividersi formando un meristema secondario (cambio);
3. le cellule del cambio si dividono prevalentemente secondo piani tangenziali producendo libro secondario verso l'esterno e legno secondario verso l'interno. Il libro primario viene spinto verso l'esterno, il legno primario verso l'interno;
4. altre cellule cambiali si dividono formando cellule di tipo parenchimatico che costituiscono i nuovi raggi parenchimatici;
5. anche nei tessuti esterni al libro si hanno cambiamenti: si differenzia il fellogeno che produce sughero all'esterno e felloderma verso l'interno (sughero, fellogeno e felloderma formano il periderma). Il fellogeno può differenziarsi a diverse profondità: sotto l'epidermide, nella corteccia o addirittura nel libro, ma mai più internamente del libro. Il fellogeno (a differenza del cambio che vive quanto la pianta) dura in genere un solo anno. L'anno successivo se ne forma uno nuovo a partire da tessuti più interni;
6. il complesso di tessuti che si accumula alla periferia del fusto in seguito alla formazione del sughero si dice ritidoma o scorza;
7. il fellogeno può non formare un anello continuo, determinando la formazione di archi di sughero che si intersecano provocando il distacco della scorza in scaglie, strisce ecc.;
8. il passaggio a struttura secondaria può non essere contemporaneo nella zona esterna ed interna del fusto;
9. l'aumento della massa legnosa è più rilevante di quella liberiana e provoca compressione sia sul midollo centrale sia sulla zona corticale, facilitando il distacco dei ritidomi;
10. lo sviluppo della struttura secondaria porta alla distruzione dei tessuti primari.

## Modificazioni del fusto
Modificazioni a cui possono andare incontro i fusti:
- Cladodi il fusto assume la forma e la funzione fotosintetica delle foglie quando esse non sono presenti, spesso al fine di ridurre la traspirazione (es. fico d'India);
- Fillocladi quando le ramificazioni laterali si accorciano;
- Euphorbiaceae nelle varietà succulente di questa famiglia il fusto risulta accorciato, e succulento in quanto ricco d'acqua;
- Tuberi fusti rotondi/conici che crescono sotto terra aventi funzione di riserva;
- Rizomi fusti sotterranei ingrossati, più simili a radici;
- Bulbi sono costituiti da corti fusti conici e da numerose foglie modificate per la funzione di riserva;
- Turioni sono germogli carnosi spesso commestibili (es. asparago);
- Stoloni sono fusti sottili che si allungano orizzontalmente sul terreno e servono per l'esplorazione e conquista del territorio e per la riproduzione vegetativa.

## Tipologia del fusto
A seconda del portamento si possono riconoscere diversi tipi di fusti, ad esempio:
- eretto più o meno eretto
- strisciante o prostrato: adagiato al terreno.
- rampicante
- volubile su tutore, non ha tessuti meccanici[senza fonte]
- rampante prima parallelo al terreno poi eretto

## Fusto legnoso

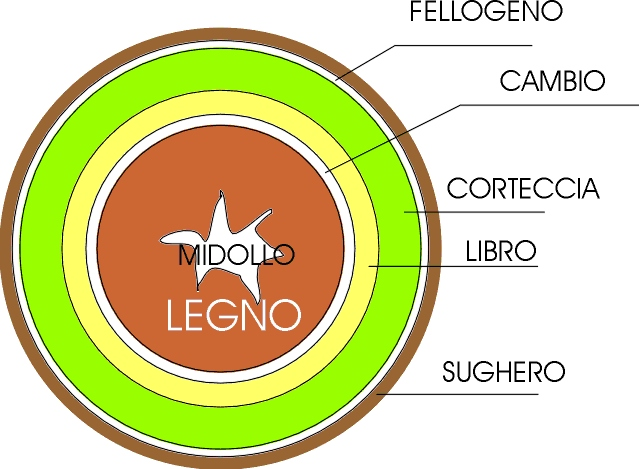
Gli strati del fusto legnoso

In base alla loro consistenza i fusti vengono distinti in erbacei e
legnosi. I fusti erbacei e quelli legnosi si differenziano tra di loro sia sotto l'aspetto morfologico, vedi portamento della pianta, sia sotto l'aspetto anatomico.
Il fusto legnoso delle piante presenta un accrescimento secondario, ossia in diametro. Analizzando la sezione si possono riscontrare, a partire dalla zona centrale, una serie di strati:
- Il midollo. È un parenchima di riserva, che in alcuni casi può scomparire lasciando cavità o legno.
- Il legno o xilema. Forma un cilindro che sostiene la pianta e conduce l'acqua e i sali minerali. Con il tempo si accresce e la parte interna si impregna di sostanze che ne inibiscono la putrefazione, divenendo il durame, parte pregiata del legno e con funzione solo di sostegno.
- Il cambio. È un meristema secondario, che produce legno verso l'interno e libro all'esterno.
- Il libro o floema, che conduce la linfa. A differenza del legno non aumenta in spessore durante l'accrescimento secondario, essendo lacerato dall'accrescimento del legno all'interno, e quindi ricostruito dal cambio.
- La corteccia (botanica), parenchima di riserva, con funzioni anche di protezione.
- Il fellogeno, meristema secondario che produce il sughero all'esterno.
- Il sughero. È un tessuto di rivestimento formato da cellule morte, contenenti bolle d'aria e sostanze che ne impediscono la decomposizione. Sostituisce l'iniziale epidermide che è lacerata dalla crescita dell'interno del fusto. Il sughero è utilizzato anche nel campo industriale perché impermeabile all'acqua

Lo studio della sezione del fusto spiega come l'albero è cresciuto nel tempo. Per ogni stagione vegetativa, si forma un anello di accrescimento ed è possibile determinare l'età di un albero contando gli anelli di accrescimento del suo fusto.

## Fusti erbacei
Nei fusti erbacei si riscontra solo la struttura primaria, che permane per l'intera durata del ciclo vitale della pianta, mentre nei fusti legnosi la struttura primaria evolve in struttura secondaria. I fusti erbacei sono teneri e verdi e, come le foglie, svolgono la fotosintesi clorofilliana.
Il fusto erbaceo delle monocotiledoni non presenta accrescimento secondario. Nella parte esterna è verde perché non essendo presente il cambio subero-fellodermico (fellogeno), e non essendoci quindi modificazioni secondarie del fusto (lignificazione o presenza di ritidoma suberificato), il tessuto parenchimatico corticale riesce a svolgere la funzione fotosintetica. Nel cilindro centrale i fasci vascolari (di conduzione delle sostanze nutritive) sono apparentemente posti in ordine sparso (atactostele), sono distinguibili in essi 2 zone formate da legno e libro (senza cambio intrafasciale), che permettono la conduzione e, grazie alla presenza spesso di una guaina sclerenchimatica (con funzione meccanica) attorno ai fasci conduttori, hanno anche funzione di sostegno della pianta.
Nelle dicotiledoni invece, la disposizione dei fasci cribro-vascolari è di tipo eustelico, quindi con un anello di fasci collaterali aperti (presenza di cambio intrafasciale, che in accrescimento secondario diverrà cambio cribro-legnoso); i fasci sono divisi da raggi parenchimatici, con funzione trofica, che si estendono dal centro in continuità con i vasi conduttori. Il fusto può essere verde anche nelle dicotiledoni se esse sono giovani.
Si distinguono tre tipi di fusto erbaceo: stelo, culmo, scapo.

## Tipi di fusto erbaceo

### Stelo

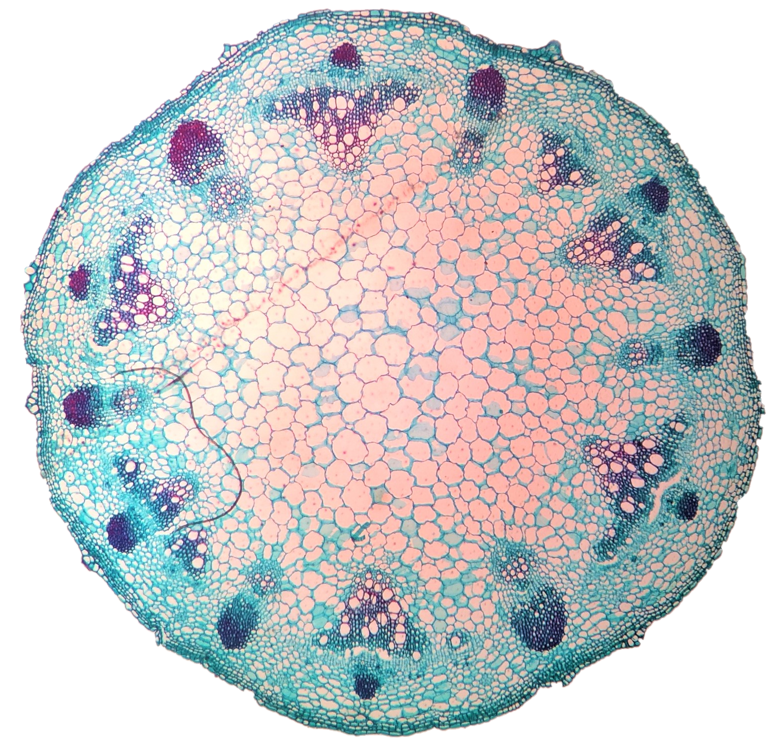
Sezione trasversale dello stelo di una Magnoliopsida al microscopio

Lo stelo lo ritroviamo solo nei fiori e nelle foglie e, al suo interno, è pieno di midollo (margherita, leguminose da granella, oleifere ecc.).

### Culmo
Il culmo è cavo al suo interno per la mancanza di midollo, però è molto resistente per la presenza di fibre e membrane mineralizzate. Sono pieni solo i nodi sui quali si inseriscono foglie e fiori (frumento, riso).

### Scapo
Lo scapo è un fusto senza rami dove i fiori e le foglie si trovano inseriti sulle due estremità opposte (tulipano). Nel tulipano l'asse fiorifero (scapo) è privo di foglie e alla sommità presenta un fiore unico.

## Piante con stelo

### Fava
La fava è una leguminosa da granella annuale con steli eretti, fistolosi, quadrangolari, alti fino a 1,50 m (media 0,80-1,00) non ramificati. Raramente può avere un modestissimo accestimento con steli secondari che fuoriescono dalla base di quello principale.

### Soia
La soia, una delle più importanti piante alimentari, è una pianta erbacea oleifera annuale alta da 0,7 a 1,30 metri, con portamento eretto e cespuglioso per la capacità dello stelo di ramificarsi. Il frutto è un baccello villoso, appiattito, contenente 2-3 semi. Su ogni nodo dello stelo si trovano in genere uno o due baccelli.

## Piante con culmo

### Grano
Il grano (o frumento) è una graminacea il cui fusto (culmo) porta 5-8 nodi distanziati tra loro dagli internodi. Ogni nodo porta una foglia. I nodi sono pieni di tessuto spugnoso, mentre gli internodi sono cilindrici e generalmente cavi: per questo il fusto è chiamato culmo. Ogni nodo ha un meristema che ad un certo momento del ciclo entra in attività provocando l'allungamento dell'internodo soprastante.
Nelle prime fasi della crescita i primi internodi ad allungarsi sono quelli basali che risultano poi più corti degli altri. In genere, maggiore è il numero dei nodi più lungo è il ciclo vegetativo della pianta. Nella pianta adulta il culmo misura circa un metro di altezza. Nel frumento il culmo principale non resta unico perché nella parte basale della pianta si sviluppano culmi secondari (accestimento) da gemme presenti all'ascella delle foglie.
Nel grano duro (Triticum durum) l'internodo apicale, che porta la spiga, è pieno di tessuto spugnoso mentre nel grano tenero (Triticum aestivum) è vuoto anche l'internodo apicale.

### Mais
Il mais è una graminacea il cui fusto o culmo (detto stocco) negli ambienti italiani misura 2-3 metri di lunghezza e possiede da 8 a 21 internodi. Gli internodi basali sono ravvicinati e di diametro maggiore rispetto a quelli superiori che risultano essere più allungati. Il culmo è coperto da guaine e non partecipa alla fotosintesi; fa eccezione l'ultimo internodo che si presenta in gran parte scoperto. Alcune varietà manifestano la tendenza a formare culmi di accestimento (polloni). Come nelle monocotiledoni in generale, il cilindro centrale del culmo è caratterizzato dalla presenza di numerosi fasci cribro-vascolari sparsi in tutto il suo spessore (struttura atactostelica o struttura non ordinata). Tra la porzione xilematica e quella floematica del fascio non vi sono cellule del procambio, pertanto, metaxilema e metafloema sono a diretto contatto tra loro, con il floema rivolto all'esterno e lo xilema all'interno.

## Piante con scapo

### Tulipano
Il tulipano è una liliacea originaria degli Stati Uniti nord-occidentali. Pianta erbacea, perenne, bulbosa con foglie lungamente picciolate che nascono tutte dal bulbo. Presenta un fiore unico, profumato, su uno scapo lungo come le foglie.